# Tanya Streeter
Tanya Streeter (* 10. Januar 1973 in Grand Cayman, Cayman Islands als Tanya Dailey) ist mehrfache Weltrekordhalterin im Apnoetauchen. Sie ist seit 1998 als Freitaucherin aktiv und hält bisher 10 Weltrekorde.

## Leben und Karriere
Tanya Streeter besitzt zwei Staatsangehörigkeiten: Die US-amerikanische wegen ihres US-amerikanischen Vaters und die britische, weil die Cayman Islands ein britisches Überseegebiet sind und ihre Mutter Britin ist.
Ihren ersten Weltrekord stellte Streeter 1998 auf, als sie 113 Meter frei tauchte (Tieftauchen, no Limits). 2002 erreichte sie eine Tiefe von 160 m und hielt damit für einige Monate den absoluten Weltrekord im Freitauchen. Seit 2006 wirkte sie an mehreren Meeres- und Tierdokumentationen mit, unter anderem für den Discovery Channel und die BBC. Für ihre Mitarbeit an dem Dokumentarfilm A Plastic Ocean erhielt sie 2017 gemeinsam mit Craig Leeson den UmweltMedienpreis. Am 21. März 2022 wurde ein Asteroid nach ihr benannt: (299777) Tanyastreeter.